# Euphorbia humilis
Euphorbia humilis — вид рослин із родини молочайних (Euphorbiaceae), зростає в Азії від Ірану до Синьцзяну.

## Опис
Це дуже густо гіллястий кущик заввишки 5–7(15) см. Є дерев'янистий стрижневий корінь, поодинокий, 10–20 см × 5–10 мм, сильно розгалужений на верхівці. Стебла густо скупчені, багато розгалужені від основи, товщиною 1–1.5 мм, верхні частини переважно нерозгалужені, голі або дрібно запушені. Листки чергуються; прилистки відсутні; ніжка листка відсутня; листові пластини від яйцюватої до еліптичної форми, дещо потовщені, 6–8 × 3–5 мм, обидві поверхні голі, основа клиноподібна, край цілий, верхівка гостра. Суцвіття — кінцевий несправжній зонтик. Квітки жовті. Період цвітіння і плодоношення: травень — липень. Коробочка яйцювато-куляста, 3.5–4 × ≈ 3 мм, гладка, гола. Насіння стиснено-чотирикутне, 2–2.5 × ≈ 1.5 мм, з чіткими плямами.

## Поширення
Зростає в Азії від Ірану до Синьцзяну: Іран, Казахстан, Киргизстан, Таджикистан, Туркменістан, Узбекистан, Синьцзян. Населяє скельні схили, чагарники, степи.